# Voluutkapiteel

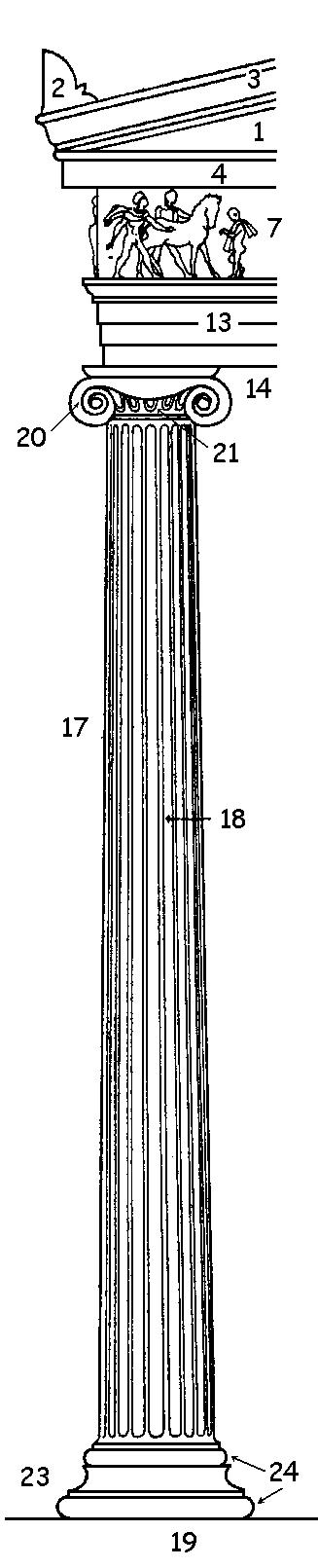
De Ionische bouwstijl, nr 20 is de voluut, nr 14 is het kapiteel

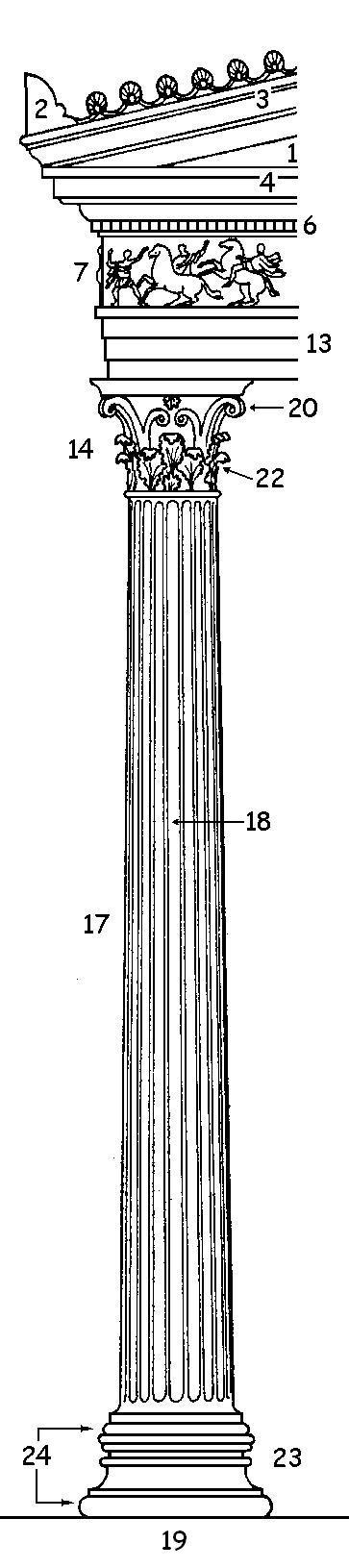
De Korinthische bouwstijl, nr 20 is de voluut, nr 14 is het kapiteel

Het voluutkapiteel of krulkapiteel is een type kapiteel dat voorzien is van een krul- of spiraalvormige versiering. Deze versiering wordt een voluut genoemd.
Dit type kapiteel werd in de Oud-Griekse architectuur in zuivere vorm toegepast op zuilen van de Ionische orde en in gereduceerde vorm en gecombineerd met bladwerkkapiteel op zuilen van de Korinthische orde. Ook zuilen van de Composiete orde in de Romeinse architectuur hebben een voluutkapiteel gecombineerd met bladwerkkapiteel waarbij de voluten weer groter zijn dan bij de Korinthische kapitelen.

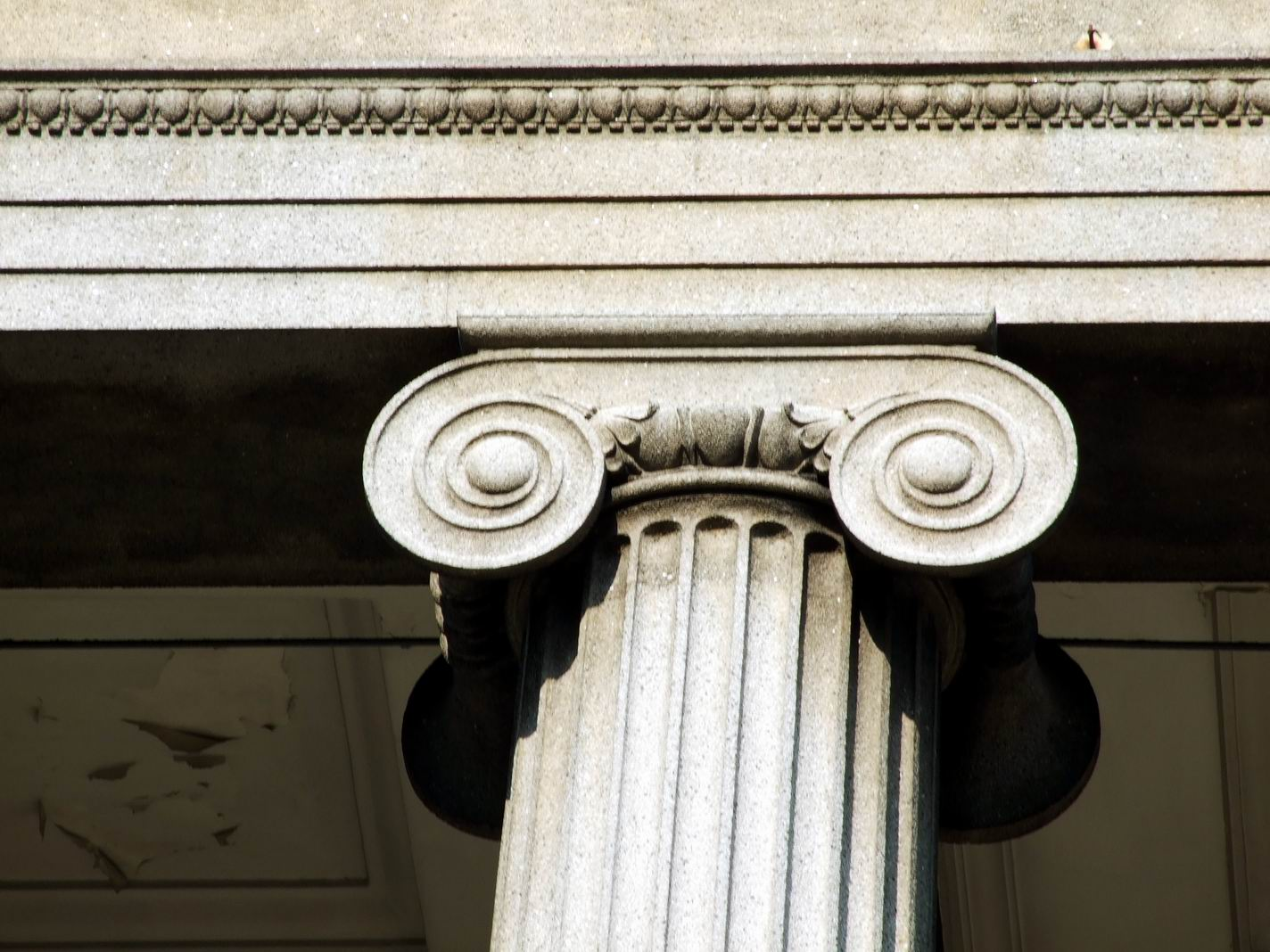
Ionische zuil met voluutkapiteel

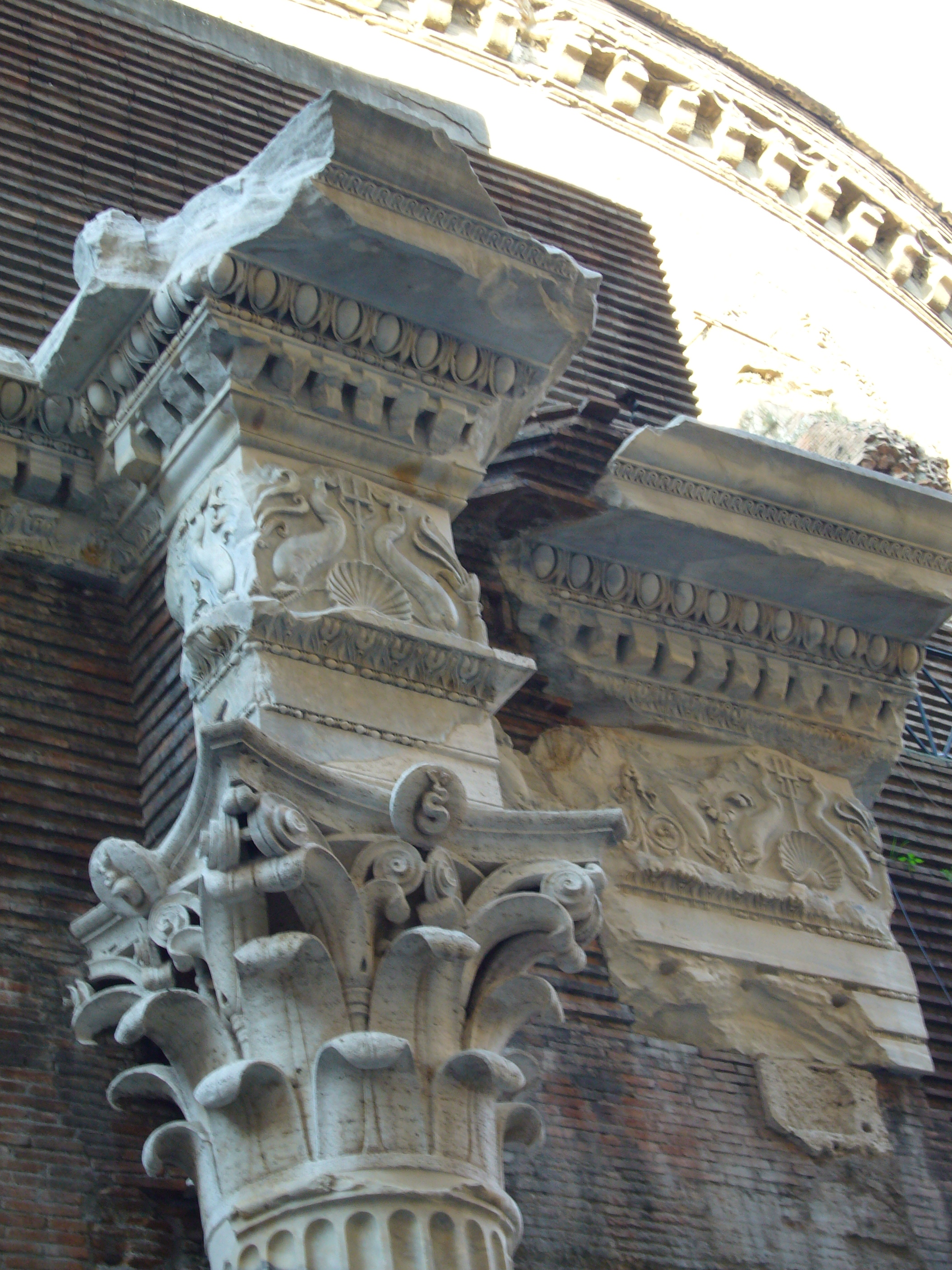
Korinthische zuil met voluutkapiteel, de voluten vallen veel minder op

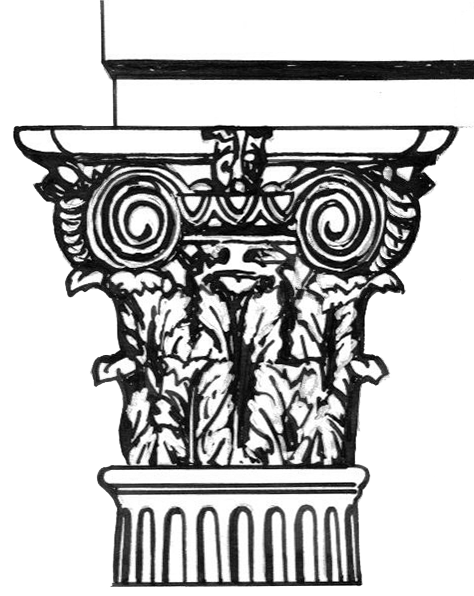
Composiete zuil met voluutkapiteel